# 三人行
《三人行》（原題：Three's Company）是一部美國情境喜劇，從1977年至1984年在美国广播公司播出，由約翰·瑞特（John Ritter）、喬伊絲·杜威特（Joyce DeWitt）、蘇珊·桑瑪斯（Suzanne Somers）、諾曼·費爾（Norman Fell）、奧卓·琳德莉（Audra Lindley）、普莉希拉·巴恩斯（Priscilla Barnes）、唐·諾茲（Don Knotts）等人主演，全8季，共172集。

## 概要
本片為英國ITV電視台在1973年至1976年間播出的情境喜劇《Man About the House》的重拍版本。在錄製時，也多以讓演員實際在觀眾面前演出的方式來拍攝。
在台灣由中國電視公司於1979年～1985年期間在深夜時段首播，反應甚佳。Hallmark頻道於2000～2001年間也曾播出過，2016年則在HITS頻道重播第一至三季內容，2018年重播第四季，2019年播出第五、六季。

## 劇情大綱
傑克·特里柏（Jack Tripper，約翰·瑞特飾）在一場派對結束後，被發現睡在兩個女孩克莉絲·史諾（Chrissy Snow，蘇珊·桑瑪斯飾）和珍娜·伍德（Janet Wood，喬伊絲·杜威特飾）合租的公寓浴室。在幾經周折後，因原本室友結婚搬離而苦於無法負擔房租的兩個女孩，答應讓無處可住的傑克成為她們的新室友。但是為了可以同住，珍娜在臨機應變下謊稱傑克是男同性戀，藉以瞞過古板的房東史丹利·羅普（Stanley Roper，諾曼·費爾飾）和海倫·羅普（Helen Roper，奧卓·琳德莉飾）夫妻，讓他們相信傑克與兩個女孩同住不會出問題。故事就從這一男兩女同住的生活展開。

## 主要角色
- 傑克·特里柏（Jack Tripper）：約翰·瑞特飾
- 珍娜·伍德（Janet Wood）：喬伊絲·杜威特飾
- 克莉絲·史諾（Chrissy Snow）：蘇珊·桑瑪斯飾（第1～5季）
- 珊蒂·史諾（Cindy Snow）：珍妮李·哈里森（Jenilee Harrison）飾（第5～6季）
- 泰莉·艾爾登（Terri Alden）：普莉希拉·巴恩斯（Priscilla Barnes）飾（第6～8季）
- 史丹利·羅普（Stanley Roper）：諾曼·費爾飾（第1～3季，第5季客串）
- 海倫·羅普（Helen Roper）：奧卓·琳德莉飾（第1～3季，第5季客串）

史丹利的妻子，對夫妻之間的床笫生活欠缺圓滿屢有怨言。很早就已知傑克並非同志的真相，但始終沒對丈夫點破。
- 雷夫·傅利（Ralph Furley）：唐·諾茲（Don Knotts）飾（第4～8季）

羅普夫婦搬離後（實際上為轉至衍生作品《妙房東》演出）接任的房東。
- 賴利·達拉斯（Larry Dallas）：李察·克萊恩（Richard Kline）飾（第1季第4集初次登場，之後不定期出現，後期季數劇中成為固定演出陣容）

傑克的好友，職業為二手車推銷員。但經常跟傑克借錢未還。

## 延伸作品
- 《妙房東》（The Ropers，1979-1980）

由本劇中的羅普夫婦擔任主角的延伸作品，全兩季共28集。在台灣亦由中視播映。
- 《Three's a Crowd》（1984-1985）

改拍自本劇起源作品《Man About the House》所發展出的延伸作《Robin's Nest》（1977-1981年，全六季共48集）。故事以本劇的結局之後，傑克與同住女友以及和女友父親之間的相處關係為主線，全一季共22集。

## 相關出版品
中視文化公司曾出版《三人行中英對照劇本》系列：
- 《中英對照劇本①、②》1985年2月12日初版
- 《中英對照劇本③、④》1985年2月27日初版
- 《中英對照劇本⑤、⑥》1985年3月20日初版
- 《中英對照劇本⑦～⑫》1988年2月1日初版
  - 其中《中英對照劇本①～⑥》為本劇的最後六集，《三人行中英對照劇本⑦～⑫》則是中視從本劇的第4～5季精選其中6集製作而成。
- 另外，中視文化公司又於1992年間出版《新三人行中英對照劇本1～24》，為本劇的第1～24集。